# Academy of Interactive Arts & Sciences
Die Academy of Interactive Arts & Sciences (AIAS) mit Sitz in Inglewood ist eine 1996 gegründete Non-Profit-Organisation, die Computer- und Videospiele unterstützt und die jährlich stattfindende Fachtagung DICE Summit veranstaltet. Seit 1998 verleiht sie außerdem die DICE Awards (ehemals Interactive Achievement Awards) und ernennt die Mitglieder der AIAS Hall of Fame. Die Mitglieder der AIAS sind Experten der Spieleindustrie, die bestimmte Kriterien erfüllen müssen, um die beste Unterhaltungssoftware eines Jahres wählen zu dürfen. Stand Oktober 2012 repräsentierte die AIAS über 22.000 Mitglieder aus dem Umfeld der Computerspielebranche.

## Geschichte
Die AIAS wurde ursprünglich 1992 von einer kleinen Gruppe von in Los Angeles ansässigen Experten gegründet, deren Wunsch es war, die Spieleentwickler des Silicon Valley dabei zu unterstützen, Hollywood-Schauspieler und andere Kreativ-Experten in ihre Aktivitäten einzubinden. Die AIAS wurde schließlich im November 1996 gegründet. Die Gründungs-Geschäftsführer waren Marc Teren und Denise Kristie. Nachdem Andrew Zucker, ein Anwalt aus Beverly Hills, dritter Geschäftsführer wurde, wurde die AIAS aufgrund seiner Bemühungen eine Organisation mit annähernd 500 Mitgliedern und 50 Vorstandsberatern.
1994 produzierte die AIAS erfolgreich die erste, im Fernsehen übertragene Award-Show für Computerspiele, die Cybermania '94. Diese wurde an TBS zur Übertragung lizenziert. Cybermania wurde in den Universal Studios aufgezeichnet und von Leslie Nielsen und Jonathan Taylor Thomas moderiert. Die zweite Verleihung im Jahr 1995 wurden in einem damals aufkeimenden neuen Medium übertragen, dem Internet.
Nachdem festgestellt wurde, dass die Wahrscheinlichkeit für das Entstehen ähnlicher Verleihungen im Fernsehen zumindest in näherer Zukunft gering war, wurde der Name der Organisation an ein Unternehmen lizenziert, das sich heute als AIAS betätigt. Die heutige AIAS wird von einem anderen Unternehmen betrieben, als jene, die von Zucker im Jahr 1992 gegründet, doch hat sie die gleichen Absichten und durch die Lizenzierung von 1996 verwendet sie das gleiche Logo und die gleiche Award-Statue, die von den Gründern der originalen AIAS erdacht wurden. Ziel der AIAS ist die Förderung der Computerspielbranche und ihrer Vertreter. Sie ist seit 2002 Ausrichter der alljährlichen Fachtagung D.I.C.E. Summit, in deren Rahmen auch die D.I.C.E. Awards (bis 2012 Interactive Achievement Awards) verliehen werden und das jüngste Mitglied der AIAS Hall of Fame formell geehrt wird. Daneben vergibt die Organisation auch Stipendien für Studenten.

## Aufsichtsrat
Folgende Personen vertreten bestimmte Entwickler und Publisher im Aufsichtsrat der AIAS:
| Person                                   | Unternehmen                                        |
| ---------------------------------------- | -------------------------------------------------- |
| Martin Rae                               | Academy of Interactive Arts & Sciences (President) |
| Mike Capps                               | Epic Games                                         |
| Jay Cohen                                | Proseed Games (AIAS-Vorstandsvorsitzender)         |
| Michael Gallagher                        | Entertainment Software Association                 |
| Rich Hilleman                            | Electronic Arts                                    |
| Don James                                | Nintendo of America                                |
| Min Kim                                  | Nexon America                                      |
| Ken Lobb                                 | Microsoft Game Studios                             |
| Seth Ladd                                | Google                                             |
| Ted Price                                | Insomniac Games (AIAS-Vizevorstandsvorsitzender)   |
| Frank Pearce                             | Blizzard Entertainment                             |
| Brian Reynolds (Computerspielentwickler) | Zynga                                              |
| Christian Svensson                       | Capcom                                             |
| Denny Thorley                            | Day 1 Studios (AIAS-Sekretariat)                   |
| Patricia Vance                           | ESRB                                               |
| Shuhei Yoshida                           | Sony Computer Entertainment                        |

## Interactive Achievement Awards
Die D.I.C.E. Awards (bis 2012: Interactive Achievement Awards) werden seit 1998 jährlich im Frühjahr für die besten Spieleveröffentlichungen des Vorjahres verliehen. Die Gewinner werden ähnlich wie bei den Oscars per Abstimmung durch die Mitglieder bestimmt. Folgende Spiele gewannen in der Kategorie Spiel des Jahres, wobei sich die Jahresangabe auf das Jahr der Veranstaltung bezieht:
| Jahr | Spiel                                | Genre                | Plattformen                                | Entwickler              |
| ---- | ------------------------------------ | -------------------- | ------------------------------------------ | ----------------------- |
| 1998 | GoldenEye 007                        | Ego-Shooter          | Nintendo 64                                | Rareware                |
| 1999 | The Legend of Zelda: Ocarina of Time | Action-Adventure     | Nintendo 64                                | Nintendo EAD            |
| 2000 | Die Sims                             | Simulation           | Windows, Mac OS, Linux                     | Maxis                   |
| 2001 | Diablo II                            | Computer-Rollenspiel | Windows, Mac OS, Mac OS X                  | Blizzard North          |
| 2002 | Halo: Kampf um die Zukunft           | Ego-Shooter          | Xbox, Windows, Mac OS X                    | Bungie Studios          |
| 2003 | Battlefield 1942                     | Ego-Shooter          | Windows, Mac OS                            | Digital Illusions CE    |
| 2004 | Call of Duty                         | Ego-Shooter          | N-Gage, Windows, Mac OS X                  | Infinity Ward           |
| 2005 | Half-Life 2                          | Ego-Shooter          | PlayStation 3, Xbox, Xbox 360, Windows     | Valve                   |
| 2006 | God of War                           | Action-Adventure     | PlayStation 2                              | SCE Santa Monica Studio |
| 2007 | Gears of War                         | Third-Person-Shooter | Xbox 360, Windows, Mac OS X                | Epic Games              |
| 2008 | Call of Duty 4: Modern Warfare       | Ego-Shooter          | PlayStation 3, Xbox 360, Windows, Mac OS X | Infinity Ward           |
| 2009 | LittleBigPlanet                      | Jump ’n’ Run         | PlayStation 3                              | Media Molecule          |
| 2010 | Uncharted 2: Among Thieves           | Action-Adventure     | PlayStation 3                              | Naughty Dog             |
| 2011 | Mass Effect 2                        | Rollenspiel          | PlayStation 3, Xbox 360, Windows           | BioWare                 |
| 2012 | The Elder Scrolls V: Skyrim          | Rollenspiel          | PlayStation 3, Xbox 360, Windows           | Bethesda Game Studios   |
| 2013 | Journey                              | Adventure            | PlayStation 3                              | thatgamecompany         |